# František Šimek
Jméno a příjmení František Šimek má více nositelů

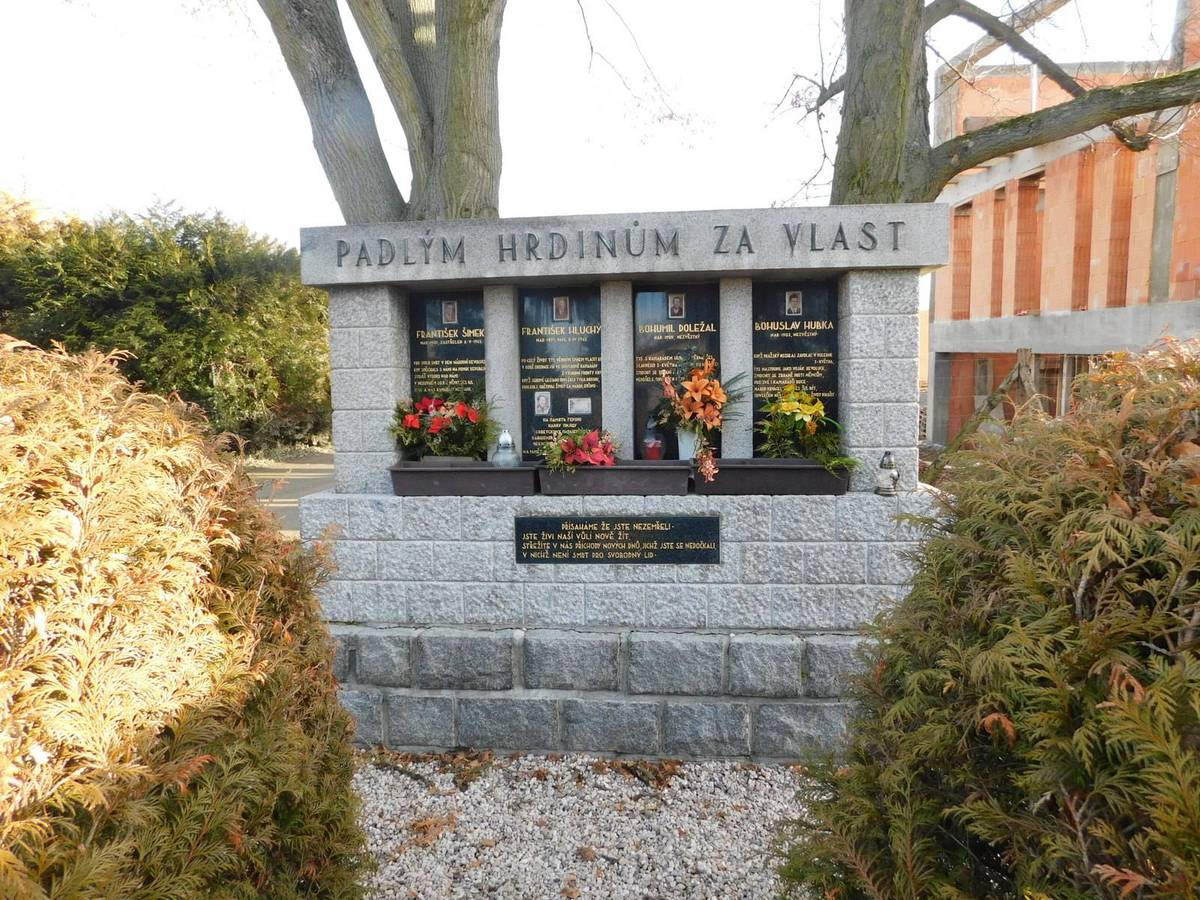
Pomník obětem 2. světové války v Želivci

František Šimek (7. ledna 1900 Želivec – 6. května 1945 Želivec) byl český vlastenec a hrdina. Zaměstnán u vlakové pošty, účastník podzemního odboje. Dne 5. května 1945 odzbrojil na Pankrácově statku se čtrnácti přáteli jednotku německých vojáků. Zabavil jim zbraně pro povstalce. Byl udán četníkem, zatčen a  vyslýchán SS několik hodin v domě u Gründlů. Podle svědectví hrdinně vzdoroval a neprozradil žádného ze svých přátel. Zastřelila ho popravčí četa SS na louce ve vesnici Želivec u Prahy.